# 水戸コミュニティ放送

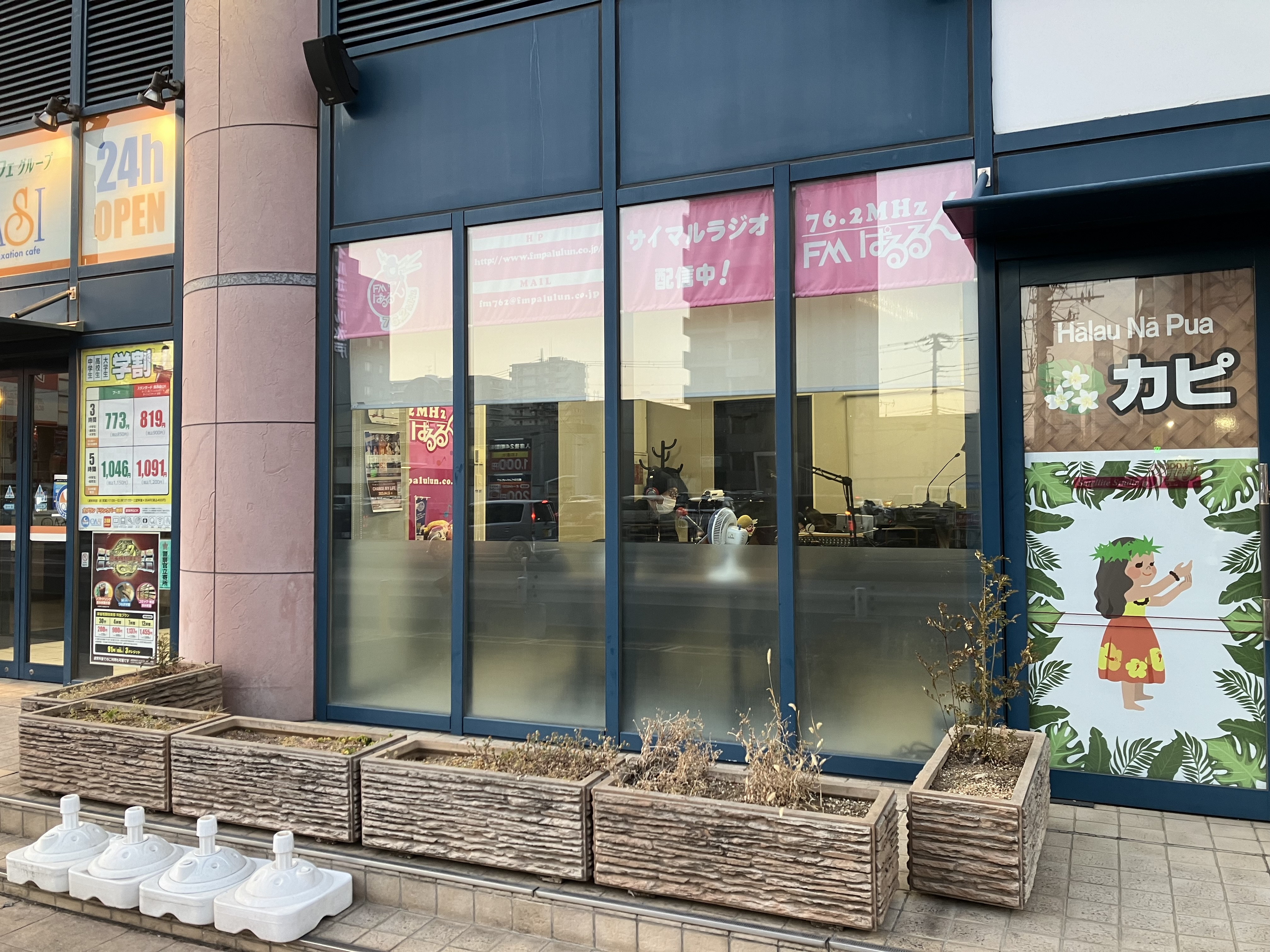
Combox310 内のサテライト・スタジオ。2025年2月撮影。

水戸コミュニティ放送株式会社（みとコミュニティほうそう）は、茨城県水戸市及び周辺地域を放送区域として超短波放送（FM放送）を行う特定地上基幹放送事業者である。
 FMぱるるん（エフエムぱるるん）の愛称でコミュニティ放送を実施している。

## 概要
- 放送時間： 月 - 金 6:00 - 27:00、金 6:00 - 29:00、土 5:00 - 日 27:00（土曜深夜のみ終夜放送）
- 自主制作以外の番組： MUSIC BIRDを再送信。また、ラジオ日本より『マット安川のずばり勝負』（一部を時差放送）の番組提供を受けている。

1997年に開局した。北関東初のコミュニティ放送局であると同時に、茨城県で初めての民間FM放送局である。
2006年4月26日に、水戸市宮町1丁目に同日オープンした商業施設「COMBOX310」にサテライトスタジオ「Studio COMBOX」を開設した。
キャッチフレーズは『music LOVERS』。サウンドステッカーの中にも『Music Lovers（もしくはMusic Lovers FM）』というものが度々用いられる。
2008年6月2日からサイマルラジオに加盟した。また、2010年3月25日より『コミュニティFM for iPhone』に参画した。アプリをダウンロードすることで、iPhone/iPod touchでも聴くことが可能になった。なお、現在はListen Radioにも参画している。アプリをダウンロードすることで、Androidでも聴くことが可能である。
かつて放送していた「カラオケ自慢あなたがスター」は、当局が制作し県域AM放送の茨城放送（現在のLuckyFM茨城放送）でも放送されるという珍しい形態の番組であった。

## 設立経緯
放送局長の海老澤逑夫（えびさわ のぶお）が茨城放送を退社したのち、家業の特定郵便局（水戸酒門郵便局）を継ぐことになった。旧郵政省でコミュニティ放送の創設に関わった職員と知り合う機会があり、同局の設立を決意した。海老澤はアマチュア無線家でもあり、FMぱるるんアマチュア無線クラブ（呼出符号：JQ1ZKB）を設置し、職員らに資格取得を奨励するなどしており、東日本大震災では電話が不通になる中で情報収集に役立ったと述べている。
前述の通り、アマチュア無線との関係が深いことで知られており、日本アマチュア無線連盟会長らが出演する番組Radio JARL.comを放送している。

## 主な番組

### 本社スタジオ（水戸市酒門町）
（■=サイマルラジオのスタジオ映像配信に対応）
- HAPPINESS（月 - 木 7:00 - 9:55）■
- Precious（月 - 木 10:00 - 14:00）■

- 星座GO=ROUND（月 21:00 - 22:00）■
- TAK'S MUSIC CONNECT（火 21:00 - 22:00）■
- SAKURA FLAVOR762（水 20:00 - 21:00）■
- PROUD OF IBARAKI（水 21:00 - 22:00）■　局代表の小川啓子が出演する。
- SATOSHOKO!ZM（木 20:00 - 21:00）■
- O/TA/FUKU RADIO（木 21:00 - 22:00）■
- Friday Brand-new Cruise（金 7:00 - 9:55）■
- Lounge Midnight（金 24:00 - 25:00）
- ミッキーのみんよう紀行（土 15:30 - 16:00）
- ほっと!HOT!スクウェア（土 16:00 - 17:00）
- CQ HAM FOR GIRLS（日 15:00 - 15:30）
- Radio JARL.com（日 21:00 - 21:30）日本アマチュア無線連盟会長が出演。
- THE ENKA STUDIO（日 22:00 - 23:00）

### サテライトスタジオ
（■=サイマルラジオのスタジオ映像配信に対応）

#### Studio COMBOX（水戸市宮町＜水戸駅南口 COMBOX310 1F）
- COMBOX DIG TRAX（月 - 木 17:00 - 20:00）■
- FOOTBALL LABORATORY（火 16:00 - 17:00）■
- Friday Brand-new Cruise）金 11:00 - 13:30）■
- intergirl（金 16:00 - 19:00）■
- Nao Navigation（金 19:00 - 20:00）■
- Next BEATune（土 10:00 - 15:00）■